# Az (film, 2017)
Az Az (eredeti cím: It) 2017-ben bemutatott amerikai természetfeletti horrorfilm, melyet Stephen King 1986-os világsikerű regénye alapján Andrés Muschietti rendezett. A forgatókönyvet Chase Palmer, Cary Fukunaga és Gary Dauberman írta, a főbb szerepekben Jaeden Lieberher (Bill Denbrough), Bill Skarsgård (Pennywise, a táncoló bohóc), Jeremy Ray Taylor (Ben Hanscom), Sophia Lillis (Beverly Marsh), Finn Wolfhard (Richie Tozier), Wyatt Oleff (Stanley Uris), Jack Dylan Grazer (Eddie Kaspbrak),Chosen Jacobs (Mike Hanlon) ,Nicholas Hamilton (Henry Bowers) és Jackson Robert Scott (Georgie Denbrough) láthatók. A New Line Cinema, a KatzSmith Productions, a Lin Pictures és a Vertigo Entertainment gyártotta, valamint a Warner Bros. Pictures forgalmazta. A film volt a regény második adaptációja az 1990-ben bemutatott változat után.
A film forgatása 2016. július 27-én kezdődött és 2016. szeptember 21-én ért véget a Toronto Riverdale szomszédságában található Southern Ontarióban. Egyéb ontariói helyszínek közé tartoztak, Port Hope és Oshawa.
A film bemutatóját Los Angelesben tartották 2017. szeptember 5-én. Az Amerikai Egyesült Államokban 2017. szeptember 8-án mutatták be, Magyarországon egy nappal korábban jelent meg szinkronizálva, szeptember 7-én az InterCom Zrt. forgalmazásában.
A film többségében pozitív kritikákat kapott, néhányan dicsérték a színészi alakításokat, a rendezést és a regényhez való hűséget. Sokan ezt a filmet tartják az egyik legjobb Stephen King-regény adaptációnak. A Metacritic oldalán a film értékelése 71% a 100-ból, ami 46 véleményen alapul. A Rotten Tomatoeson az Az 88%-os minősítést kapott, 189 értékelés alapján.
A film középpontjában hét gyerek áll, akiket a Maine állambeli Derry városában egy titokzatos bohóc kinézetű lény terrorizál; a fiataloknak saját démonjaikkal kell szembenézniük.
A film folytatását, az Az – Második fejezetet 2019. szeptember 6-án mutatták be.

## Cselekmény
1988 októberében járunk, amikor egy esős délutánon Bill Denbrough (Jaeden Lieberher) ad egy jegyzetfüzet papírjából készült vitorlást a hétéves öccsének, Georgie-nak. Georgie azonnal kiviszi a csónakot az utcára, hogy játszhasson vele az úttest szélén leáramló víz lefolyása mentén, csakhogy a hajót képtelen megállítani a nagy sodrás miatt, így az egyenesen a csatornalefolyóba esik. Miközben a fiú keresi a csónakot, a csatornába tekintve megijed egy bohóc kinézetű furcsa lénytől, aki a sötétből bújik elő, és csak úgy mutatkozik be neki, hogy ő "Pennywise, a táncoló bohóc" (Bill Skarsgård). Pennywise azt mondja, hogy a vihar szétrombolta az egész cirkusz területét, és a csatornába rekedt mindenki, majd felajánlja Georgie-nak, hogy visszaadja a hajót, ha elveszi a kezéből. Amikor nyúl érte, Pennywise leharapja a karját. Georgie megpróbál elmenekülni, de Az lerántja a csatornába és megöli.
1989 júniusában, nyolc hónappal később, a középiskola utolsó napján, Bill és barátai, Richie Tozier (Finn Wolfhard), Eddie Kaspbrak (Jack Dylan Grazer) és Stanley Uris (Wyatt Oleff) próbálják elkerülni Henry Bowerst és a bandáját, akik folyamatosan piszkálják őket. Ugyanakkor egy fiatal lány, Beverly Marsh (Sophia Lillis), akit az apja régebben bántalmazott és mostanra könyörtelenül szigorú vele, mert "rossz életű" lányként élt, az iskola után belebotlik egy túlsúlyos, ám de szerény kisfiúba, Ben Hanscomba (Jeremy Raymond Taylor).
Mike Hanlon (Chosen Jacobs) találkozik Pennywise-szal, miközben a nagybátyjának szállít a helyi hentesboltba. Billt még mindig kísérti Georgie eltűnése, melynek hatására elhanyagolják őt szomorú szülei, majd hamarosan felfedezi, hogy az öccse teste Barrens mocsaras pusztaságában szívódott fel, és úgy véli, hogy a testvére még életben van. Eközben Ben Hanscom több könyvet is talál Derry történelméről a város könyvtárában. Az egyik könyvből azt olvassa, hogy a városban évszázadokon keresztül titokzatos, megmagyarázhatatlan tragédiák és gyermek eltűnések történtek. Ben hamarosan különleges kinézetű tojásokat talál, amik az alagsorba csábítják őt, és ott találkozik egy égő, fejetlen fiúval. Ben ijedtében Henry és a bandája kezei közé fut. Azok Barrensbe visz, majd Henry "H" betűt vés a fiú hasába a késével. Ben elmenekül és összefut a közeli folyónál lévő csoporttal, akik időközben megtalálják a Betty Ripsom nevezetű lány eltűnt cipőjét. Összegyűjtik a pénzt és elmennek a helyi gyógyszertárba, hogy kezeljék Ben sebeit, itt az időközben velük összetalálkozó Beverly segítségét is igénybe veszik. Mindeközben Henry barátját, Patrick Hockstetert Pennywise meggyilkolja, miközben Bent keresi a csatornában.
Másnap mindenkinek egy rémálomszerű találkozása lesz Pennywise-szal. Eddie-t egy rothadó leprás támadja meg egy elhagyatott ház előtt. Stannek egy festményre mázolt alakkal (egy nő, szétnyomódott fejjel) kell szembenéznie. Beverly az otthonában egy vérforrás áldozata lesz, amikor a fürdőszoba mosdókagylóján keresztül kiáramlik a vér, befedve a helyiséget. Az apja, amikor benyit, hogy megnézze a lányt, nem látja a vért. Később, azon az éjszakán Billt elcsábítja a ház alagsorába egy hang, majd találkozik Georgie-val. Mint kiderül nem az öccse, hanem az alakot váltó Pennywise az, aki elől éppen hogy csak sikerül elmenekülnie. Nem sokkal később, Beverly megmutatja a fürdőszobát a többieknek, akiknek mindegyike látják a vért és elkezdenek takarítani, segítve a lánynak. Bill és a barátjai felfedezik, hogy Henry és a bandája bántalmazzák Mike-ot. Elüldözik őket, és összebarátkoznak a fiúval, aki csatlakozik a bandához.
Néhány héttel később a csoport, akik mostanra a "Vesztesek klubja" névre hallgatnak, rájönnek, hogy mindenkit ugyanaz az entitás terrorizál. Észrevéve, hogy "Az" feltételezhetően a félelmükből táplálkozik, azok megtestesülése, ám Ben elmondja, hogy a teremtmény 27 évente bukkan fel, hogy a Derry városában élő gyermekek után vadásszon, mielőtt újra mély álomba zuhanna. Bill lakásának garázsában a csapat azt a tényt állapítja meg, hogy a Derryben található kút, a Neibolt utca 29 felől épült, ami a szennyvízcsatorna-hálózaton keresztül halad. Pennywise megjelenik, és a Vesztesekre támad. A gyerekek ezt követően a Neibolt-házhoz mennének. Bill, Richie és Eddie belépnek a házba, míg a többiek kívül maradnak. Ahogy Pennywise felbukkan az épületben, Eddie eltöri a karját, ahogy leesik egy nagy lyukba. A többiek sietnek be a házba, majd Beverly egy vasrúddal átszúrja a bohóc fejét, ezzel rákényszerítve a visszavonulásra. Eddie édesanyja elborzad fia törött karja láttán mikor a gyerekek hazaérnek, és megrémít mindenkit és eltiltja őket Eddie-től. A csoport elkezd szétoszlani; Richie, Stan és Mike elhagyják a többieket, csak Bill ragaszkodik ahhoz, hogy továbbra is folytassák a vadászatot.
Augusztusban Pennywise elrabolja Beverlyt, majd Billy újra összehívja a vesztesek csapatát, hogy megmentsék őt. Időközben Henry hiányolja a zsebkését, amit a bohóc rögtön visszaajándékoz neki a postaládában, és arra kényszeríti a fiút, hogy gyilkolja meg az apját, mielőtt még elküldené a vesztesek megölésére. A Neibolt-házban a fiúk sikeresen megtalálják az utat a kúthoz, miközben Mike-ot megtámadja Henry. A küzdelem során Mike felülkerekedik Henryn, és lelöki a kútba, ahol látszólag a halálba zuhan. Ezután találnak egy búvóhelyet a földalatti hűtőtoronyban, amely halmozódó cirkuszi kellékeket és a gyermekek holmijait tartalmazza, emellett látják az eltűnt gyerekek lebegő hullái alatt Beverlyt, aki kataton állapotban van, mert Pennywise feltárta előtte igazi lényét. Miután a többiek lehúzzák a földre, Ben megcsókolja a lányt, mellyel vissza hozza a tudatát. A bohóc Georgie-ként próbál túljárni Bill eszén, ám nem sikerül neki. Visszaváltozik Pennywise-ra és megtámadja a csapatot, majd végül Billt túszul ejti, majd azt mondja a többieknek, őket életben hagyja, ha otthagyják neki Billt. Bill kiszabadul a bohóc kezei alól, és kezdetét veszi az utolsó harc. Annak ellenére, hogy megpróbálja ellenük fordítani minden ellenfele félelmét, Pennywise megsérül és a vesztesek sikeresen a sarokba szorítják. Bill teljes nyugodtsággal elmondja a bohócnak, hogy már egyáltalán nem retteg tőle, és a csapat egyik tagja sem, mert mindvégig tudták, hogy ebből nyerte az erejét, a gyerekek saját félelmeiket mutatva. Tudván, hogy az erejét elvesztette felettük, Pennywise visszavonul újabb 27 éves álmára, miközben a lebegő gyerekek mindegyike leereszkedik a földre. Amikor Bill felfedezi Georgie sárga esőkabátját a romban, elfogadja testvére halálát.
Egy hónappal később Beverly tájékoztatja a csapatot a korábban átélt eseményéről, hogy amikor még kataton állapotban volt, látta önmagát felnőttként harcolni a lénnyel. A vesztesek véresküt fogadnak, hogy visszajönnek 27 év múlva Derrbybe, ha a bohóc újra visszatérne, egyszer és mindenkorra elpusztítják őt. Miután a vesztes csapat eltávozik, Beverly elmondja Billnek, hogy másnap reggel már Portlandben lesz a nagynénjénél. Mielőtt Beverly is távozna, Bill utána fut és feltárja neki valódi érzelmeit, majd megcsókolja.

## Szereposztás
A magyar szinkron közreműködőinek nevét az Internetes Szinkron Adatbázis tartalmazza.
- Jaeden Lieberher mint Bill Denbrough, magyar hangja Bauer Gergő

A "Vesztesek Klubjának" vezető személyisége, aki megfogadja, hogy megbosszulja öccse halálát és barátai segítségével elkapja a bohóckinézetű lényt. Testvére elvesztése miatt őt személyesebb sérelem köti a harchoz. Jellemzője, hogy dadogva beszél, barátai "Nagy Billnek" szólítják és vezetőjüknek tekintik. Bill Denbrough karakterével kapcsolatban Muschietti kijelentette: "Bill olyan, mint egy szellem a saját otthonában: senki sem látja vagy veszi észre őt, mert a szülei nem tudnak megbirkózni Georgie halálával." Karakterének leírásakor Lieberher megjegyezte: "Nagyon erős és soha nem hátrál. Azt teszi, amit helyesnek tart, és bármit megtesz az általa szeretett emberekért." A karaktert alakító színész elmondta, hogy a dadogó beszéd elsajátításában nagy segítségére volt Colin Firth a A király beszéde című filmben nyújtott alakítása, amelyet a YouTube-on tanulmányozott.

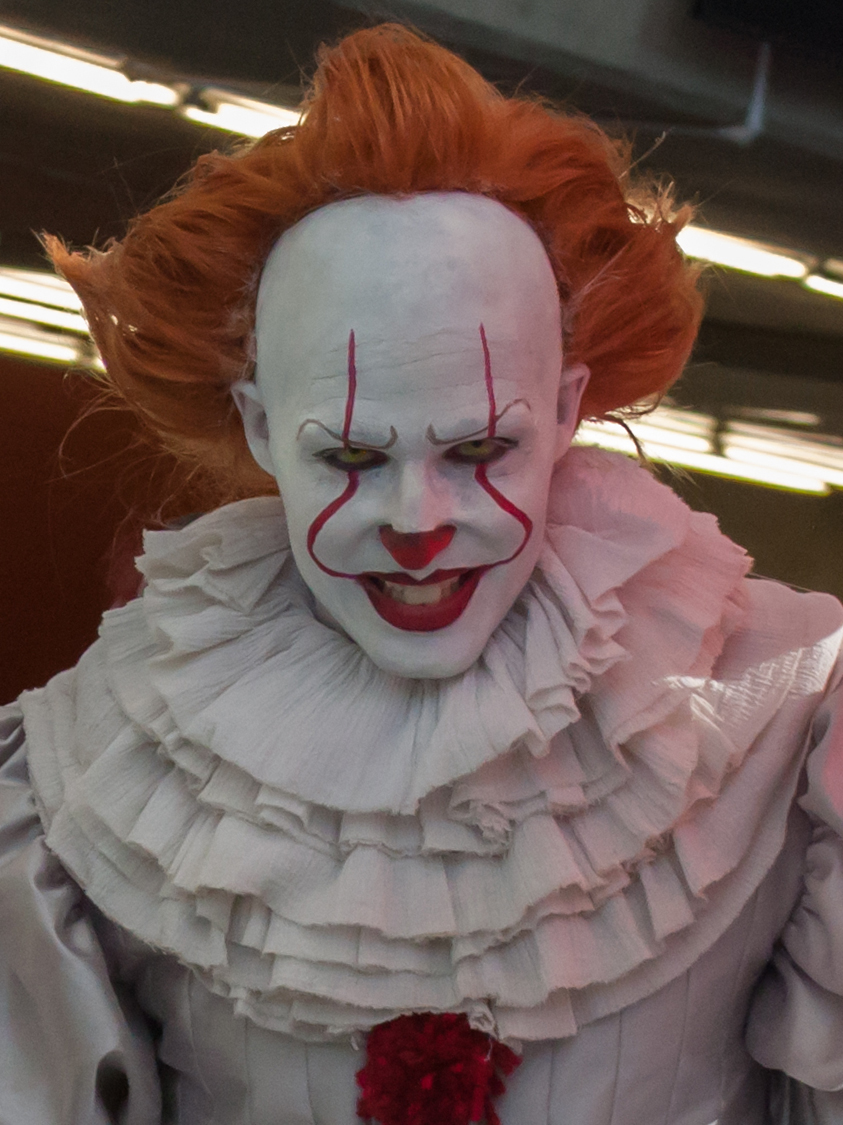
Pennywise, a táncoló bohóc

- Bill Skarsgård mint Az / Pennywise, a táncoló bohóc, magyar hangja Borbíró András

Ősi, transzdimenziós gonosz, amely huszonhét évente felébred álmából. Will Poulter kapta volna eredetileg a szerepet, azonban konfliktusai miatt idő előtt elhagyta a projektet. Cary Fukunaga távozásával Poulter visszatérésének az esélye is minimálisra csökkent, habár Muschietti megpróbálta rábírni a maradásra. Ezt követően Mark Rylance, Ben Mendelsohn, Kirk Acevedo és Hugo Weaving is szóba került a szereppel kapcsolatban. A The Independent 2016. június 3-ai számában közölte, hogy Muschietti végül Bill Skarsgårdot választotta ki a karakter életre keltésére. Skarsgård később elmondta, hogy élvezi a karakterben rejlő lehetőségeket, jellemzőit, melyek leginkább az extrém és a szociopata. Kommentálta azt is, hogy alakítását többen összehasonlították az 1990-es változatban Pennywise-t alakító Tim Curry játékával. "Curry teljesítménye valóban nagyszerű volt, de számomra fontos, hogy valami mást mutassak. Soha nem tudnék olyan jó Tim Curry lenni, mint maga Tim Curry." Skarsgård a fiatal korára irányuló kérdésekre úgy felelt, hogy a karakternek is van bizonyos gyerekessége, mert annyira szorosan kapcsolódik a gyerekekhez. "A bohóc a gyermekek fantáziáinak megnyilvánulása, tehát van benne valami gyermekhez hasonló." Dan Lin producer beszélt Skarsgård fizikai tulajdonságairól is. A testfelépítése igazán érdekes. Nagyon magas és izgalmas, mozgásában egy kicsit bohóc. Sok különféle színészt láttam, akit megnéztünk a szerepre, de ő volt az a karakter aki izgatott minket. Lin összehasonlítást tett Heath Ledger Jokerével és Tim Curry Pennywise-ával is, de kijelentette, hogy azt akarták, egy új, különálló karakter szülessen meg. Muschietti arról is beszélt, hogy szeretné megértetni a Pennywise-jelenséget. "Ő nem csak egy karakter, aki alakváltoztatásra képes, befolyása mindenütt jelen van[...]" "A karakternek gyerekes és kedves viselkedése van, de van benne valami nagyon távoli. Skarsgårdban megvan ez az egyensúly. Lehet édes és aranyos, de nagyon zavaró is." A rendező nővére, Barbara Muschietti "ősi bohócnak" nevezte Skarsgård Pennywise-szát, aki a 21. századi modern bohóc jellegzetességeit keveri egy megjelenésében 18. századi bohócéval.
- Jeremy Ray Taylor mint Ben Hanscom, magyar hangja Nagy Gereben

Egy félénk, túlsúlyos kisfiú, akit érdekelnek Derry múltjának titkai, és aki titokban gyengéd érzelmeket táplál Beverly felé.
- Sophia Lillis mint Beverly Marsh, magyar hangja Boldog Emese

Fiús viselkedésű lány, aki úgy csapódik a Vesztesek Klubjához. Apja otthon bántalmazza, miközben nagyon erős köteléket alakít ki Bennel. Legnagyobb problémája azonban mégsem az apja által elszenvedettek, hanem a szegénység, amiben élnie kell. Karakterével kapcsolatban Muschietti azt mondta: "Beverly esete természetesen a legrosszabb, mert a kiskorúak szexuális zaklatásáról szól." A karaktert alakító Lillis a következőt írta: "Kemény, mert elrejti magát. Megpróbálja elrejteni az érzelmeit, az érzéseit. Távol tartja magát mindenkitől, de ha egyszer már találkozott ezzel a baráti társasággal, nem akarja elengedni, mert ez az egyetlen közösség, ahol ő is barátokra lelt." Lillis Muschiettivel szorosan együttműködve, folyamatosan fejlesztették Beverly karakterét. "Beszéltünk az anyjáról, aki soha nem volt jelen, a könyvben vagy a filmben sem, de mi beszéltünk a karakter hátteréről." Lillis arról is beszélt, hogy Beverly mennyire vágyik arra, hogy megtalálja a módot, hogy szembenézhessen félelmeivel. "Amikor róla olvastam, úgy éreztem, hogy ő olyan valaki volt, akire feltétlenül felnézek. Nagyon örülnék, ha hasonlóságot mutatnék vele." Lillis rámutatott, azzal, hogy a szereplőtársaival is igazi barátság alakult ki köztük a forgatás alatt, ez szerepének eljátszásában is könnyebbséget jelentett a számára. "Beverly-hez viszonyulok – az, ahogyan az érzelmeivel foglalkozik, és ahogy a Vesztesek között jelen van. Ott éreztem magam a tényleges szereplők között."

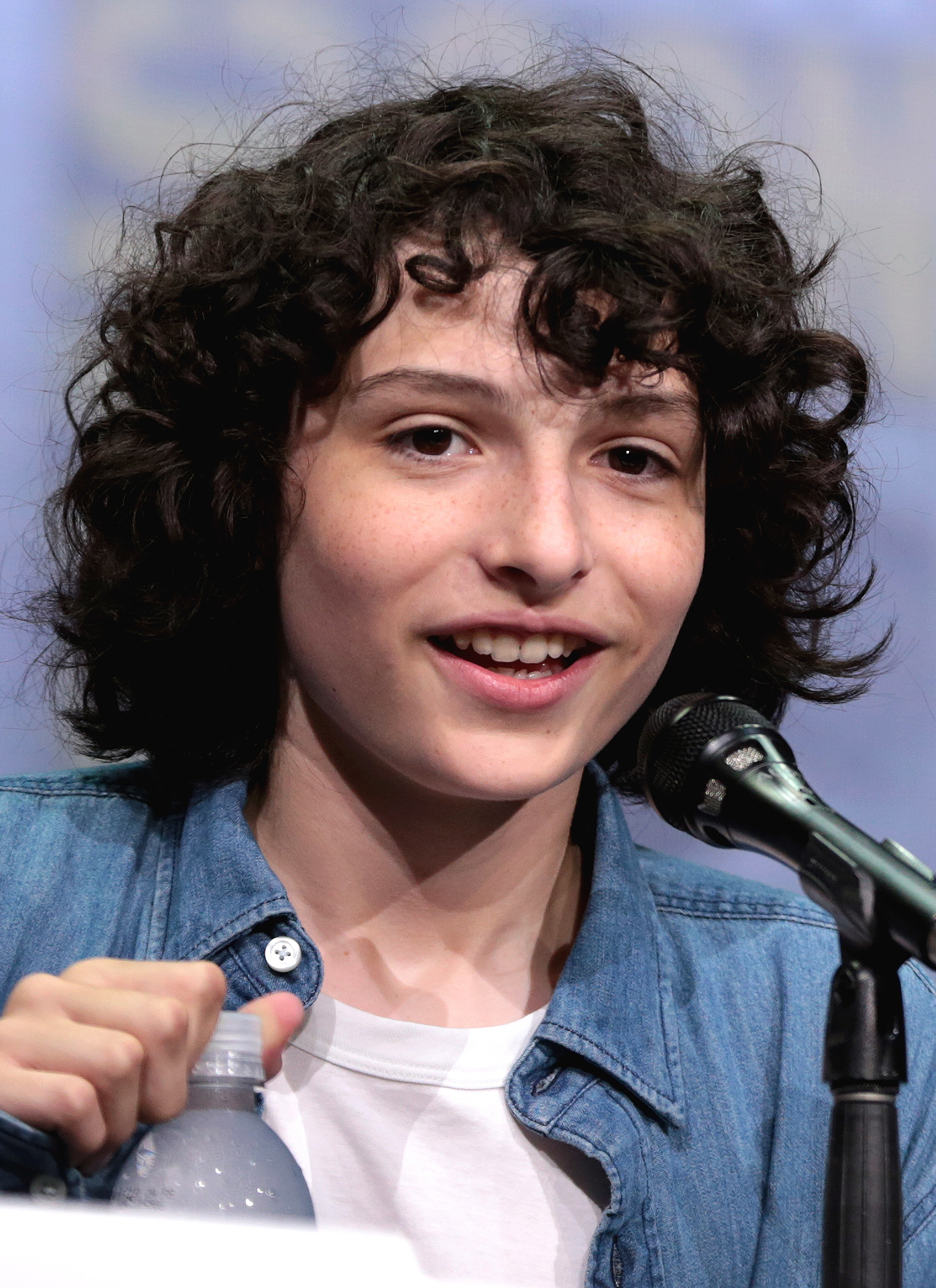
A Richie Toziert alakító Finn Wolfhard

- Finn Wolfhard mint Richie Tozier, magyar hangja Berecz Kristóf Uwe

Bill legjobb barátja, akit gyakran bajba sodor a nagy szája és éles nyelve. Finn Wolfhard az Instragram-oldalán osztotta meg az első közös képet a Vesztesek klubjáról. A kép a torontói forgatáson készült. 2015-ben, mielőtt Fukunaga távozott a projektből, a castingon számos színészt meghallgattak Richie Tozier szerepére, de csak Wolfhard volt az, aki Fukunaga és Muschietti listáján is rajta volt. Utóbbi így nyilatkozott Tozier karakteréről: "Nem sokat tudunk Richie személyiségéről, annyit, hogy ő a csoport hangadója. Feltételezzük, hogy otthon elhanyagolták, és ő a banda bohóca is egyben, mert figyelmet igényel." Karakterének regényről a filmre történő átírásáról Wolfhard kijelentette: "Richie mindig ugyanaz volt. Van néhány hasonlóság a könyvhöz képest, és vannak más dolgok is, amelyeket hozzáadtak a karakteréhez, mert néhány dolog, amit ebben a filmben mondtunk, az nem így csapódott volna le az 50-es években." A GQ-val készített interjúban Wolfhard beszélt arról, hogy az összes gyerekszínésszel őszinte barátság alakult ki köztük. "Ez a barátság valódi. Minden alkalommal, amikor Los Angelesben vagyok, a Stanley-t alakító Wyattel minden alkalommal találkozom[...]"
- Wyatt Oleff mint Stan Ulris, magyar hangja Tóth Márk

A rabbi pragmatikus fia. Muschietti Stanley-t egy rabbi fiává tette, amely egy változás a regényhez képest, hogy hozzáadjon egy kis felelősségérzetet a karakterhez, miközben megmutatja apjának elnyomását, és ezáltal a szülői elnyomás témáját. Oleff az általa játszott karakterről azt mondta, hogy Stan a vesztesek közül az utolsó aki elhiszi mindazt ami velük történik. Ő az a személyiség, aki a legjobban elutasítja a valóságosnak nem látszó dolgokat, és ő az aki a legjobban rászorul barátjai segítségére. Stannek Obszesszív-kompulzív zavara (OCD) van. Megpróbál minden történést elrendezni saját magában, az ő korának megfelelően. Ezt a képet töri durván össze Pennywise. Oleff elmondta azt is, hogy szülei sokat meséltek neki az 1980-as évekről, és hogy sokat hallgatta a kor zenéit, így jobban azonosulni tudott a karakterével. Azt ő is kiemelte, hogy a hét gyereket játszó színész között a valóságban is kialakult barátság, ami a sok együtt töltött időnek is köszönhető, valamint megemlítette, hogy ez véleménye szerint a képernyőről is visszaköszönt a nézőknek. Oleff egy másik alkalommal összehasonlította magát Stannel, és mint elmondta több hasonlóság van közte és az általa játszott karakter között. "[...]Stanley megpróbálja elrejteni az érzelmeit[...] ő az ész hangja, akit senki sem hallgat meg. Én is ilyen vagyok a valóságban."
- Jack Dylan Grazer mint Eddie Kaspbrak, magyar hangja Straub Martin

Beteg fiú, aki csak akkor érzi magát igazán jól, amikor barátaival van. Grazer visszaemlékezett egy jelenetre, ahol képesek voltak a színészek valós érzelmeket átadni egymásnak egy a filmben különösen érzelemdús jelenet forgatása közben. Azt is elmondta, hogy a forgatáson történtek hatására valódi barátságok szövődtek köztük. Elmondta, hogy élvezte az intenzív jeleneteket is. Egy alkalommal szerepe szerint Skarsgård fojtogatta őt, majd utána megkérdezte: "Jack, jól vagy?"  "És igen, jól voltam! Annyira szórakoztató volt!" Grazer beszélt a Muschiettivel való kapcsolatáról, illetve arról is, hogy az 1980-as évekből több filmet is megnézett azok hangulata miatt, így például a Halálos fegyver 2. és a Batmant, az ott tapasztaltakat pedig felhasználta a forgatások során.
- Chosen Jacobs mint Mike Hanlon, magyar hangja Gerő Botond

Egy szerény, visszahúzódó természetű fekete fiú, aki nagyapja gazdaságában dolgozik Derry külterületén. Hanlon jellemzésekor Jacobs azt mondta:" Sokat jelent neki olyan barátok keresése, akik elfogadják őt olyannak, amilyen, saját magáért. Ő soha nem fogja elárulni ezt a barátságot. Úgy érzem én is ilyen vagyok, legalábbis megpróbálok ilyen lenni." Jacobs azt is megemlítette a karakteréről, hogy ő az igazi barát, akitől bármikor kérhetsz bármit, mert korábbi elszigeteltségéből adódóan ő igazán értékeli a barátságot. Elmondta, hogy izgatott volt, mikor megkapta a szerepet és hogy imádta Mike-ot játszani, nagyra értékelve a lehetőséget. Kifejtette, hogy a karakter eljátszásakor csak arra kellett figyelnie, hogy annak legjobb tulajdonságait domborítsa ki. Szerinte bár Mike afroamerikai volt, ő és a többi Vesztes hasonló izolációval bír, hiszen ő is kívülállóként nőtt fel a faji elnyomás miatt, és ő is egy olyan közegre vágyott ahol valaki azt mondja: „Hé, olyannak kedvellek téged annak, amilyen vagy!” Jacobs kiemelte Mike elkötelezettségét barátai iránt. Mint mondta Pennywise csak szimbólum, a mindenkinek az életben bekövetkező nehéz dolgoké, amelyek összehozzák az embereket, miközben meg is változtatja, komolyabbá teszi őket. Egyesek a félelemtől magukba fordulnak, míg mások kitörnek vélt vagy valós korlátaik fogságából. Muschietti elmondta, hogy Jacobs egyszer élete 16 évének a legszebb nyarának nevezte a forgatás idejét.
- Nicholas Hamilton mint Henry Bowers, magyar hangja Bogdán Gergő

Egy fiatal szociopata, aki a Bowers-banda vezetője, és aki folyamatosan terrorizálja a vesztesek klubjának tagjait. Bowers karakterével kapcsolatban Hamilton kijelentette: "Sok olyan karaktert látsz a filmekben, akik csak zaklatók, és csak ott kell lennie az antagonistának, azért, hogy a főhős dolgát megnehezítse. Bowers karaktere sokrétű, neki is ott van az apja, akivel és amivel neki is együtt kell tudni élnie." Hamilton a szerepre készülve tanulmányozta Jarred Blancard játékát az 1990-es filmben. Blancard beszélt is Hamiltonnal és tanácsot is adott afelől, hogyan kell kezelni karaktere "pszichopatikus viselkedését". Hamilton elmondta, hogy volt néhány hátborzongató dolog, amit a szerepe szerint meg kellett tennie, de hogy megmutathatta énje pszichotikus oldalát is, az egészen szórakoztató volt a számára. Kiemelte a Bowershez hasonló karakterek általános ábrázolását, valamint azt is, hogy kegyetlensége ellenére Henry a filmben többször mutatkozik maga is sebezhetőnek.
- Jackson Robert Scott mint George Denbrough, magyar hangja Sándor Barnabás

Bill Denbrough hétéves kisöccse, akit Pennywise a film cselekménye előtti nyáron megöl, és akinek a halála a film cselekményéhez vezet.
Ezenkívül számos színész tűnik fel kisebb-nagyobb mellékszerepben. Owen Teague  Patrick Hockstetter; Logan Thompson pedig Victor Criss szerepében. Ők a nagy termetű, Jake Sim által alakított Reginald Hugginszel kiegészülve Henry Bowers elválaszthatatlan barátai, a Bowers-banda tagjai. Stephen Bogaert alakítja Beverly apját, Alvin Marsh-t, míg Stuart Hughes pedig Henry apját, Oscar "Butch" Bowerst, a város rendőrfőnökét. Geoffrey Pounsett és Pip Dwyer látható Bill és Georgie szüleinek szerepében, Molly Jane Atkinson pedig Eddie túlontúl aggódó édesanyját, Sonia Kaspbrakot formálja meg. Steven Williams alakítja Mike nagyapját, Leroy Hanlont, aki a közeli vágóhidat üzemelteti. Ari Cohen játssza Stan Ulris apját, Uris rabbit, míg Joe Bostick a hely gyógyszerész szerepében látható.

## Háttér és forgatás
A film előkészületei 2009 óta folyamatosan fejlesztés alatt álltak. Kezdetekben David Kajganich dolgozott a filmen, 2012-ben azonban Cary Fukunaga került a projekt élére. 2015 májusában Fukunaga távozott, miután több dologban nem egyezett az elképzelése a New Line Cinemával és a Lin Picturesszel. 2015 június 16-án Andres Muschietti került a rendezői székbe, végül ő fejezte be az AZ forgatását.

### David Kajganich (2009–2010)
2009. március 12-én a Variety arról számolt be, hogy a Warner Bros. Stephen King regényét mozivászonra viszi és hogy a projekt élére David Kajganich kerül, míg , míg Dan Lin, Roy Lee és Doug Davison lesznek a film producerei. Kajganich tudta, hogy a Warner Bros. egy filmben akarja adaptálni a történetet, így eszerint kezdett el felkészülni a munkára. Korábban  az Invázió című film készítésekor dolgozott már együtt Linnel, Roy Lee-vel és Davisonnal is. Ezt követően állt neki a forgatókönyv első vázlatának kidolgozásának.
Kajganich azt is megemlítette, hogy Warner Bros. azt akarta, hogy az adaptáció R besorolású legyen, mondván, hogy így „valóban megtisztelhetjük a könyvet és megbirkózhatunk azokkal a traumákkal, amelyeket ezek a karakterek elszenvednek”, valamint elmondta, hogy a stúdió továbbra is egy filmben gondolkozik a történetet illetően. 2010. június 29-én Kajganich újraírta a forgatókönyvet. Elmondta, hogy ha élne, akkor Pennywise szerepére Buster Keatont kérné fel.

### Cary Fukunaga (2012–2015)
2012. június 7-én a The Hollywood Reporter című lapban jelent meg először, hogy Cary Fukunaga ül a rendezői székbe, míg a forgatókönyvet Chase Palmerrel írja tovább. Csatlakozott a stábhoz Seth Grahame-Smith és David Katzenberg is a KatzSmith Productionstől. 2014. május 21-én bejelentették, hogy a Warner Bros. áthelyezi a filmet New Line Cinema részlegébe, 2014. december 5-én, a Vulture-nak adott interjújában Dan Lin bejelentette az adaptáció két részes lesz. Az első film a főhősök gyermekkoráról szól majd, míg a folytatásban az idő múlásával felnőtté vált karakterek veszik fel újra a harcot Azzal. Lin azt is elmondta, hogy Fukunaga csak az első film rendezése mellett kötelezte el magát, a második részben pedig mint forgatókönyvíró vesz részt. Lin beszélt arról is, hogy King jónak találta és "áldását adta" a forgatókönyvre, valamint, hogy a forgatások kezdetét 2016 nyarára tűzték ki.
2015. február 3-án a Slate magazin interjút készített Fukunagával, amiben elmondta, hogy Pennywise karakterének, az ő szerepének különös figyelmet szentel. 2015. március 3-án egy másik interjúban beszélt a filmről, különös tekintettel céljáról, hogy megtalálja a "tökéletes fickót, aki Pennywise-t eljátssza." 2015. május 4-én hivatalosan bejelentették, hogy Will Poultert szerződtették a szerepre.
2015. május 25-én arról számoltak be a híradások, hogy Fukunaga több dologban is nézeteltérésbe keveredett a stúdióval, így nem folytatja tovább rendezőként. Fő indokként az szerepelt, hogy a New Line Cinema csökkentette a költségvetést, emellett pedig Fukanuga úgy érezte, hogy nem tudja megvalósítani az elképzeléseit. Ezt az értesülést később Fukanuga cáfolta. Elmondása szerint a forgatókönyv miatt történtek súrlódások, annak ellenére, hogy az magának Stephen Kingnek is tetszett, és végül ez vezetett ahhoz, hogy a projektnek harmadjára is új rendező került az élére. Fukanuga távozásakor King így írt: "Lehet, hogy az Az újabb adaptációja halott, de Tim Curry mindig lesz, ő még mindig ott lebeg Derry csatornái alatt."

### Forgatás

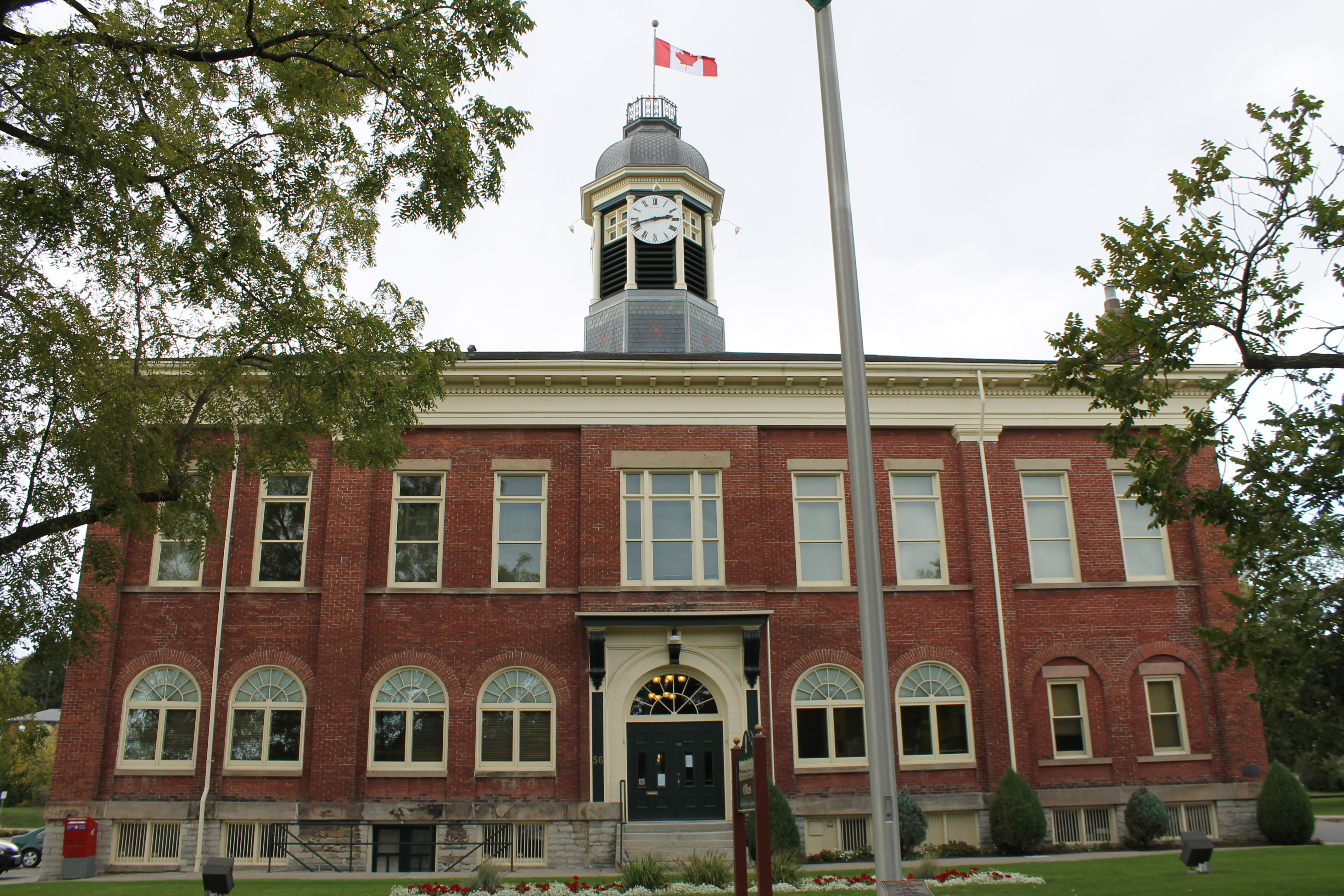
Port Hope a forgatás idejére Derry városává változott

A film nagy részét a kanadai Ontarióban forgatták, de sok jelenet helyszíne volt Port Hope. A forgatás 2016. június 27. és szeptember 6. között Torontóban történt.
2016. július 8-án Port Hope számos változáson ment keresztül, hogy a könyvbéli Derry városának hangulatát visszaadja a helyszín. Az önkormányzat épületet lett Derry városi könyvtára, a Goalt's Shoes üzletből pedig a Walton utca elején hentesbolt lett. Ugyanígy még számos helységet átalakítottak a városban, és amerikai zászlókat függesztettek ki a kanadai helyett. A helyi színházban a Halálos fegyver 2. és a Batman filmeket hirdették, ezzel erősítve, hogy a történet cselekménye az 1980-as évek végén játszódik.
2016. július 11-én a Városháza, a Memorial Park, a Queen Street, a Walton és Robertson utcák, valamint a színház területén folytak a munkálatok, míg július 13-án a Memorial Parkban. Július 15-én a stáb a Highland Drive-on, a Ravine Drive-on, és a Victoria Streeten forgatott. Port Hope-ban július 18-án ért véget a munka.
A film néhány másik jelenetét West Montrose-ban, az Elora-szurdok közelében található kőbányában és az ontariói Hamiltonban vették fel. Oshawában a kísértetjárta ház és azon kívüli jelenetek felvételére választották ki, itt alakították ki a Neibolt utcai ház díszletét is a Eulalie Avenue és a James Street területén, Oshawa belvárosának közelében.
2016. július 18-án a stáb a torontói Riverdale-be érkezett és augusztus 19-éig forgatott ott.
2016. szeptember 21-én Torontóban ért véget a forgatás, az utómunkálatokat 2016. szeptember 14-én kezdték el.

## Filmzene
2017. március 23-án vált hivatalossá, hogy a film zeneszerzője Benjamin Wallfisch lesz. Wallfisch kijelentette, hogy Jerry Goldsmith, John Williams, Alan Silvestri munkássága, valamint Dave Grusin 1985-ös Kincsvadászok című produkcióban hallható zenéje nagyban befolyásolta az Az partitúráját is. Úgy gondolta, hogy Pennywise számára kell kifejlesztenie egy olyan dallamot, ami végigkíséri és átfogja, megfertőzheti  az összes többi dallamot, mivel bár a filmben számos téma található, de Pennywise partitúrája az ami meghatározó, egy nagyon csendes, szinte suttogott gyermekszerű dallam, nagyon magas húrokkal. "Tudtuk, hogy valami gyermekdalt akarunk, hogy Pennywise megjelenése furcsa legyen [...] nagyon finoman használok belőle származó bizonyos dallamos fragmentumokat más témákban, például a zongorazenét, amely megnyitja és lezárja a filmet"
Az összes szám szerzője Benjamin Wallfisch. 
| Az Az betétdalai | Az Az betétdalai               | Az Az betétdalai | Az Az betétdalai | Az Az betétdalai | Az Az betétdalai | Az Az betétdalai | Az Az betétdalai | Az Az betétdalai | Az Az betétdalai |
| #                | Cím                            | Hossz            |                  |                  |                  |                  |                  |                  |                  |
| ---------------- | ------------------------------ | ---------------- | ---------------- | ---------------- | ---------------- | ---------------- | ---------------- | ---------------- | ---------------- |
| 1.               | Every 27 Years                 | 2:36             |                  |                  |                  |                  |                  |                  |                  |
| 2.               | Paper Boat                     | 1:55             |                  |                  |                  |                  |                  |                  |                  |
| 3.               | Georgie, Meet Pennywise        | 3:38             |                  |                  |                  |                  |                  |                  |                  |
| 4.               | Derry                          | 2:25             |                  |                  |                  |                  |                  |                  |                  |
| 5.               | River Chase                    | 2:09             |                  |                  |                  |                  |                  |                  |                  |
| 6.               | Egg Boy                        | 2:44             |                  |                  |                  |                  |                  |                  |                  |
| 7.               | Beverly                        | 1:20             |                  |                  |                  |                  |                  |                  |                  |
| 8.               | Come Join the Clowns, Eds      | 1:20             |                  |                  |                  |                  |                  |                  |                  |
| 9.               | You'll Float Too               | 3:20             |                  |                  |                  |                  |                  |                  |                  |
| 10.              | Shape Shifter                  | 1:42             |                  |                  |                  |                  |                  |                  |                  |
| 11.              | Hockstetter Attack             | 2:15             |                  |                  |                  |                  |                  |                  |                  |
| 12.              | Haircut                        | 4:15             |                  |                  |                  |                  |                  |                  |                  |
| 13.              | Derry History                  | 2:48             |                  |                  |                  |                  |                  |                  |                  |
| 14.              | January Embers                 | 1:05             |                  |                  |                  |                  |                  |                  |                  |
| 15.              | Saving Mike                    | 1:15             |                  |                  |                  |                  |                  |                  |                  |
| 16.              | This Is Not a Dream            | 2:08             |                  |                  |                  |                  |                  |                  |                  |
| 17.              | Slideshow                      | 2:00             |                  |                  |                  |                  |                  |                  |                  |
| 18.              | Georgie's Theme                | 1:42             |                  |                  |                  |                  |                  |                  |                  |
| 19.              | He Didn't Stutter Once         | 1:33             |                  |                  |                  |                  |                  |                  |                  |
| 20.              | 29 Neibolt St.                 | 4:17             |                  |                  |                  |                  |                  |                  |                  |
| 21.              | Time to Float                  | 3:04             |                  |                  |                  |                  |                  |                  |                  |
| 22.              | It's What It Wants             | 1:19             |                  |                  |                  |                  |                  |                  |                  |
| 23.              | You'll Die If You Try          | 4:38             |                  |                  |                  |                  |                  |                  |                  |
| 24.              | Return to Neibolt              | 2:31             |                  |                  |                  |                  |                  |                  |                  |
| 25.              | Into the Well                  | 2:05             |                  |                  |                  |                  |                  |                  |                  |
| 26.              | Pennywise's Tower              | 1:48             |                  |                  |                  |                  |                  |                  |                  |
| 27.              | Deadlights                     | 2:04             |                  |                  |                  |                  |                  |                  |                  |
| 28.              | Searching for Stanley          | 2:28             |                  |                  |                  |                  |                  |                  |                  |
| 29.              | Saving Beverly                 | 3:36             |                  |                  |                  |                  |                  |                  |                  |
| 30.              | Georgie Found                  | 1:53             |                  |                  |                  |                  |                  |                  |                  |
| 31.              | Transformation                 | 0:58             |                  |                  |                  |                  |                  |                  |                  |
| 32.              | Feed on Your Fear              | 2:34             |                  |                  |                  |                  |                  |                  |                  |
| 33.              | Welcome to the Losers Club     | 3:05             |                  |                  |                  |                  |                  |                  |                  |
| 34.              | Yellow Raincoat                | 1:43             |                  |                  |                  |                  |                  |                  |                  |
| 35.              | Blood Oath                     | 3:11             |                  |                  |                  |                  |                  |                  |                  |
| 36.              | Kiss                           | 0:54             |                  |                  |                  |                  |                  |                  |                  |
| 37.              | Every 27 Years (Reprise)       | 2:07             |                  |                  |                  |                  |                  |                  |                  |
| 38.              | Epilogue – The Pennywise Dance | 0:36             |                  |                  |                  |                  |                  |                  |                  |
| 1:27:00          |                                |                  |                  |                  |                  |                  |                  |                  |                  |

## Díjak és jelölések
| A díjak és a jelöltek listája                | A díjak és a jelöltek listája | A díjak és a jelöltek listája                         | A díjak és a jelöltek listája | A díjak és a jelöltek listája | A díjak és a jelöltek listája |
| Díj                                          | Díjátadó időpontja            | Kategória                                             | | Eredmény                      | Forrás(ok)                    |
| -------------------------------------------- | ----------------------------- | ----------------------------------------------------- | --- | ----------------------------- | ----------------------------- |
| Bogey Awards                                 | 2017. október 8.              | Bogey Award                                           | Az | Elnyerte                      | [ 137 ]                       |
| Bogey Awards                                 | 2017. október 8.              | Bronz                                                 | Az | Elnyerte                      | [ 137 ]                       |
| Bogey Awards                                 | 2017. október 8.              | Ezüst                                                 | Az | Elnyerte                      | [ 137 ]                       |
| Bram Stoker-díj                              | 2018. március 4.              | A legjobb forgatókönyv                                | Chase Palmer, Cary Fukunaga és Gary Dauberman                                                                                                  | Jelölve                       | [ 138 ] [ 139 ]               |
| Clio Entertainment Awards                    | 2017. november 2.             | A legjobb előzetes                                    | Buddha Jones | Elnyerte                      | [ 140 ]                       |
| Critics' Choice Movie Awards                 | 2018. január 11.              | A legjobb sci-fi vagy horrorfilm                      | Az | Jelölve                       | [ 141 ]                       |
| Empire Awards                                | 2018. március 18.             | A legjobb horror                                      | Az | Jelölve                       | [ 142 ]                       |
| Golden Schmoes                               | 2018. március 4.              | A legjobb horrorfilm                                  | Az | Elnyerte                      | [ 143 ]                       |
| Golden Schmoes                               | 2018. március 4.              | A legnagyobb meglepetés                               | Az | Elnyerte                      | [ 143 ]                       |
| Golden Schmoes                               | 2018. március 4.              | Az év felfedezettje                                   | Bill Skarsgård | Jelölve                       | [ 143 ]                       |
| Golden Schmoes                               | 2018. március 4.              | A legmenőbb karakter                                  | Pennywise | Jelölve                       | [ 143 ]                       |
| Golden Schmoes                               | 2018. március 4.              | Az év filmelőzetese                                   | Az | Jelölve                       | [ 143 ]                       |
| Goldene Leinwand                             | 2017. szeptember 27.          | Arany mozivászon-díj                                  | Az | Elnyerte                      | [ 144 ]                       |
| A Rotten Tomatoes díjátadója                 | 2018. január 2.               | Az év horrorfilmje                                    | Az | Jelölve                       | [ 145 ]                       |
| Golden Trailer Awards                        | 2017. június 6.               | Legjobb horrorfilm trailere                           | New Line Cinema, Buddha Jones | Elnyerte                      | [ 146 ] [ 147 ]               |
| Houston Film Critics Society                 | 2018. január 6.               | Legjobb poszter                                       | Az | Jelölve                       | [ 148 ]                       |
| IGN-díj                                      | 2017. december 19.            | Az év filmje                                          | Az | Jelölve                       | [ 149 ]                       |
| IGN-díj                                      | 2017. december 19.            | A legjobb horrorfilm                                  | Az | Elnyerte                      | [ 149 ]                       |
| IGN-díj                                      | 2017. december 19.            | A legjobb mellékszereplő                              | Bill Skarsgård | Jelölve                       | [ 149 ]                       |
| International Film Music Critics Association | 2018. február 22.             | Az év zeneszerzője                                    | Benjamin Wallfisch (Az, Annabelle 2. – A teremtés, Holodomor – Keserű aratás, Az egészség ellenszere, Mully, Szárnyas fejvadász 2049, Dunkirk) | Jelölve                       | [ 150 ]                       |
| Jupiter-díj                                  | 2018. április 18.             | A legjobb nemzetközi film                             | Andy Muschietti | Jelölve                       | [ 151 ] [ 152 ]               |
| Jupiter-díj                                  | 2018. április 18.             | A legjobb nemzetközi színész                          | Bill Skarsgård | Jelölve                       | [ 151 ] [ 152 ]               |
| MTV Movie Awards                             | 2018. június 18.              | A legjobb film                                        | Az | Jelölve                       | [ 153 ]                       |
| MTV Movie Awards                             | 2018. június 18.              | A legjobb negatív szereplő                            | Bill Skarsgård | Jelölve                       | [ 153 ]                       |
| MTV Movie Awards                             | 2018. június 18.              | A legijesztőbb produkció                              | Sophia Lillis | Jelölve                       | [ 153 ]                       |
| MTV Movie Awards                             | 2018. június 18.              | A legjobb csapat                                      | Finn Wolfhard, Sophia Lillis, Jaeden Lieberher, Jack Dylan Grazer, Wyatt Oleff, Jeremy Ray Taylor és Chosen Jacobs                             | Elnyerte                      | [ 153 ]                       |
| San Diego Film Critics Society               | 2017. december 11.            | Az év felfedezettje                                   | Sophia Lillis | Jelölve                       | [ 154 ] [ 155 ]               |
| Szaturnusz-díj                               | 2018. június 27.              | A legjobb horrorfilm                                  | Az | Jelölve                       | [ 156 ]                       |
| Szaturnusz-díj                               | 2018. június 27.              | A legjobb férfi mellékszereplő                        | Bill Skarsgård | Jelölve                       | [ 156 ]                       |
| Szaturnusz-díj                               | 2018. június 27.              | A legjobb fiatal színész                              | Sophia Lillis | Jelölve                       | [ 156 ]                       |
| Szaturnusz-díj                               | 2018. június 27.              | A legjobb smink                                       | Alec Gillis, Sean Sansom, Tom Woodruff, Jr. és Shane Zander                                                                                    | Jelölve                       | [ 156 ]                       |
| Seattle Film Critics Society                 | 2017. december 18.            | A legjobb fiatal színész által nyújtott teljesítménye | Sophia Lillis | Jelölve                       | [ 157 ]                       |
| Seattle Film Critics Society                 | 2017. december 18.            | Az év negatív szereplője                              | Bill Skarsgård | Jelölve                       | [ 157 ]                       |
| St. Louis Gateway Film Critics Association   | 2017. december 17.            | Legjobb adaptált forgatókönyv                         | Chase Palmer, Cary Fukunaga és Gary Dauberman                                                                                                  | Jelölve                       | [ 158 ]                       |
| Teen Choice Awards                           | 2018. augusztus 12.           | A legjobb negatív szereplő                            | Bill Skarsgård | Jelölve                       | [ 159 ]                       |
| Teen Choice Awards                           | 2018. augusztus 12.           | Feltörekvő tehetség                                   | Sophia Lillis | Jelölve                       | [ 159 ]                       |
| Teen Choice Awards                           | 2018. augusztus 12.           | Kedvenc páros-díj                                     | Sophia Lillis és Jeremy Ray Taylor | Jelölve                       | [ 159 ]                       |
| Washington DC Area Film Critics Association  | December 8, 2017              | Best Youth Performance                                | Sophia Lillis | Jelölve                       | [ 160 ]                       |
| Washington DC Area Film Critics Association  | December 8, 2017              | Best Acting Ensemble                                  | Az | Jelölve                       | [ 160 ]                       |

## Folytatás
Roy Lee producer egy 2016. február 16-án ejtett interjúban beszélt először a folytatáslehetőségéről a Collider internetes oldalon, még mielőtt az első film munkálatai megkezdődtek volna. 2017. július 19-én Muschietti kijelentette, hogy a tervek szerint a következő év tavaszán kezdik el a második rész készítését. "Valószínűleg 2018 januárjára lesz egy forgatókönyv a második részhez. Ideális esetben márciusban kezdjük el az előkészületeket. Az első rész csak a gyerekekről szólt. A második rész ezekről a karakterekről szól, 27 évvel később felnőttként, visszamenőleg 1989-ig, amikor visszaemlékezéseikben még gyerekek voltak." Muschietti megerősítette, hogy a filmből két kivágott jelenet reményei szerint bekerül a másodikba, illetve úgy nyilatkozott ez inkább lesz egy második fejezet, mint klasszikus folytatás.
2017. szeptember 25-én a New Line Cinema bejelentette, hogy az Az második epizódja 2019. szeptember 6-án kerül bemutatásra. A folytatást Gary Dauberman és Jeffrey Jurgensen forgatókönyve alapján Muschietti rendezte. 2018 februárjában Jessica Chastain csatlakozott a projekthez, ő a felnőtt Beverly Marsh szerepét játszotta. Később csatlakozott a stábhoz James McAvoy és Bill Hader Bill Denbrough és Richie Tozier felnőttkori szerepében, 2018 májusában pedig James Ransone, Andy Bean és Jay Ryan is a stáb tagja lett, mint Eddie Kaspbrak, Stanley Uris és Ben Hanscom felnőtt énjének megformálója. 2018 júniusában Isaiah Mustafa kapta Mike Hanlon szerepét.
McAvoy Instagram-oldalán jelentette be, hogy a film forgatása 2018. június 19-én vette kezdetét.